# Castelo de Alvor
O Castelo de Alvor, também denominado como Castelo de Albur ou Forte de Alvor, localiza-se na vila e freguesia de Alvor, Município de Portimão, Distrito de Faro, em Portugal. Consiste num castelo medieval, que foi destruído pelo Sismo de 1755, tendo sobrevivido apenas alguns restos de muralhas. Foi classificado como Imóvel de Interesse Público em 1984.

## Descrição

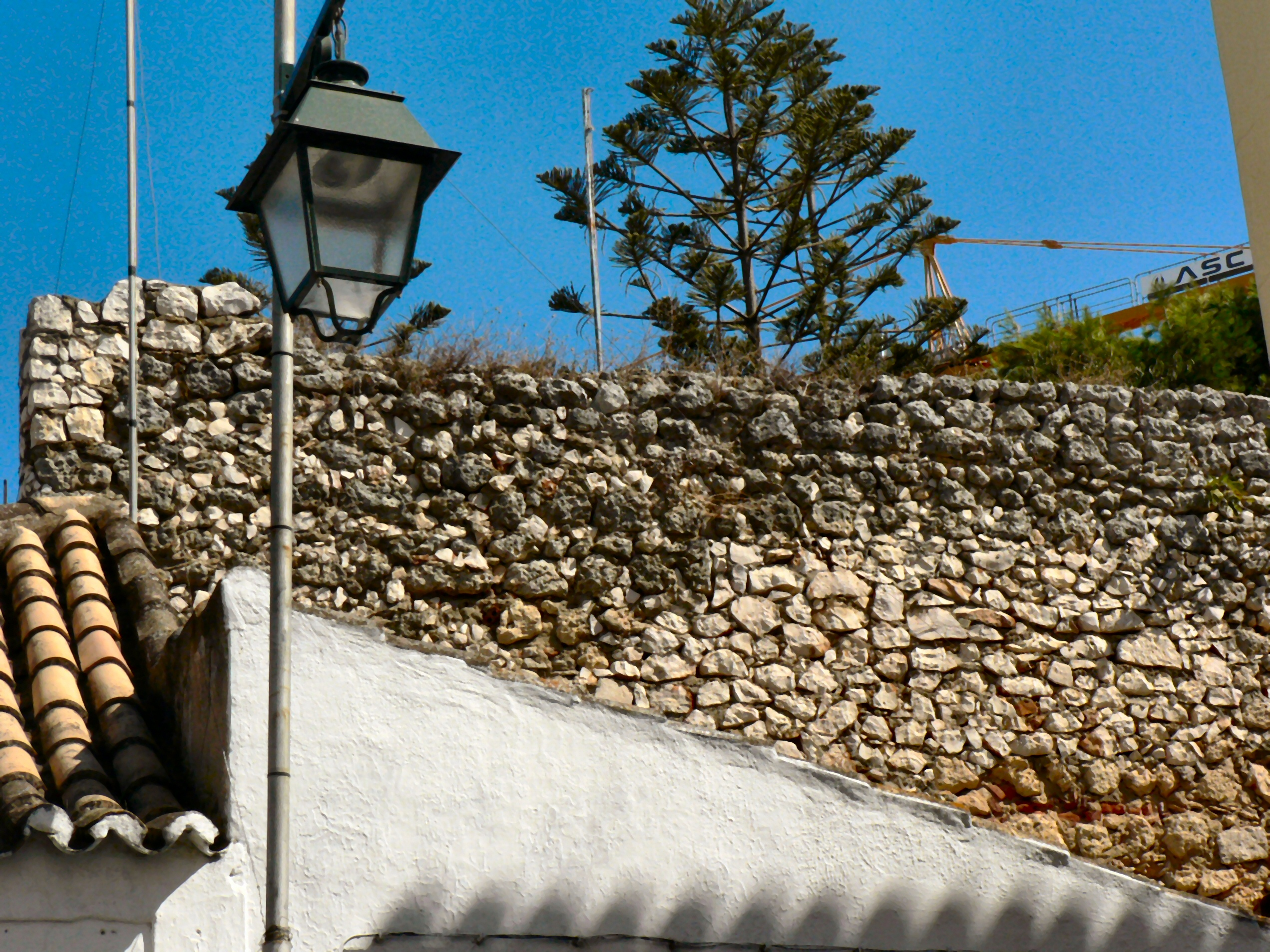
Castelo de Alvor, Portugal: aspecto da muralha em aparelho de pedra irregular.

O castelo de Alvor situa-se no interior da povoação, junto a uma enseada na Ria de Alvor, nas imediações do ponto onde desaguam as ribeiras de Arão, Alvor e Farelo. Desta forma, não só protegia o povoado, mas também a foz destes três cursos de água, que no passado serviam de acesso ao interior da região. Ao mesmo tempo também permitia controlar uma parte da faixa costeira, correspondente ao extremo oriental da Baía de Lagos.
O castelo era composto por uma fortificação que seria provavelmente a antiga alcáçova, e pelas muralhas que rodeavam a povoação. A cintura de muralhas em redor da vila desapareceu completamente, mas da alcáçova ainda sobreviveram alguns vestígios, incluindo dois lanços das suas muralhas, integradas na malha urbana da vila, ocupando originalmente uma área de cerca de 960 m². A alcáçova teria uma planta de forma sub-quadrangular, seguindo desta forma a tipologia comum das fortalezas islâmicas na região. Tinha caminho de ronda no topo das muralhas, tendo sido encontrados os vestígios de uma escada adossada ao canto meridional, com cerca de meio metro de largura. O pano de muralha no lado Sudoeste tem cerca de 1,70 m de espessura na parte mais elevada, e atinge os 6 m de altura. As muralhas construídas em alvenaria de pedra, com blocos principalmente de calcário, embora tenha sido igualmente empregue arenito vermelho, mais conhecido como grés de Silves, com argamassa em cal, pedras de pequenas dimensões, e cacos de cerâmica. Outro elemento sobrevivente é a porta principal, situada a Norte, e que tinha uma configuração em cotovelo, provavelmente com uma torre albarrã. A porta tinha uma largura de 2,50 m, com os cachimbos dos gonzos a uma altura de 2,6 m em relação ao piso. No lado nascente da alcáçova encontram-se os alicerces de uma torre, e os vestígios de um muro muito espesso, construído no mesmo aparelho da fortaleza, que poderia ser uma barbacã.
A alcáçova situa-se junto à Rua Poeta António Aleixo e ao Largo do Castelo, nas imediações do mercado municipal.

## História

### Antecedentes
Inicialmente, a área de Alvor foi ocupada por um castro lusitano, que por volta do século 7 a.C. se tornou num importante centro económico, onde se estabeleceram primeiro os fenícios e depois os gregos e cartagineses. Em 436, a fortaleza teria sido conquistada pelo comandante cartaginês Aníbal, recebendo o nome de Portus Annibalis. A povoação mudou depois de nome para Ipses, tendo continuado a ser habitada durante o período romano.
Escavações feitas entre 1986 e 1988 no centro histórico de Alvor, coordenadas por Maria Teresa Júdice Gamito, revelaram a presença de muralhas e outras estruturas, confirmando a presença do castro.

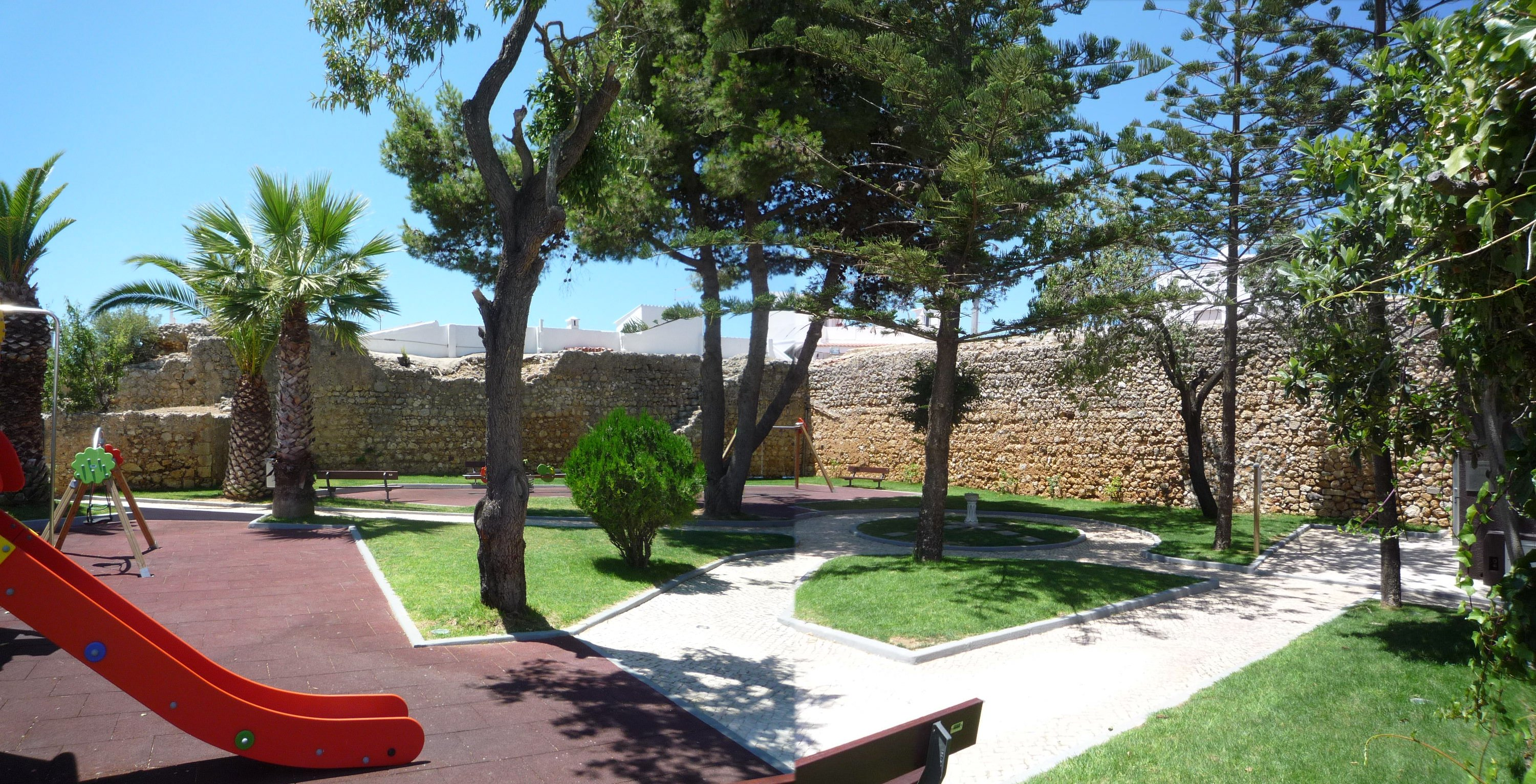
Vista do jardim e parque infantil no interior do castelo, em 2009.

### O castelo medieval
Em 716 a povoação foi tomada pelas forças muçulmanas, tendo permanecido como um importante centro político e comercial. O castelo foi construido durante o período de domínio islâmico, provavelmente a partir do século IX, devido aos problemas de instabilidade que surgiram nessa época. Seria originalmente um hisn, um pequeno castelo islâmico, ou um al-bury, uma torre. Com efeito, foi durante o período de transição entre o Emirado de Córdova e o Califado Omíada que a povoação perdeu o nome romano e passou a ser conhecida como Alvor.
Segundo o investigador Christophe Picard, o castelo de Alvor faria parte de uma rede de fortificações islâmicas ao longo da costa, em conjunto com os de Estômbar, Portimão e Albufeira.
Em 1189 os castelos de Alvor, Albufeira e Silves foram conquistados pelo rei D. Sancho, com o apoio de um grupo de cruzados alemães e dinamarqueses que tinham passado pelo Porto de Lisboa. Segundo o investigador Jorge Larcher, o castelo de Alvor foi o primeiro a ser conquistado, tendo a batalha sido considerada como uma preparação para o futuro assalto à importante cidade de Silves. Larcher refere que a povoação de Albur foi destruída no ataque, levando a uma «grande mortandade nos seus habitantes», tendo Marques Guedes apontado que o número de mortos poderia ter alcançado a «meia dúzia de milhares». Após a batalha os atacantes dispersaram-se, com os cruzados a retomar o seu percurso para oriente, enquanto que as forças portuguesas regressaram com alguns cativos, tendo-se voltado a reunir mais tarde nesse ano para o ataque a Silves. Porém, logo em 1191 os almóadas contra-atacaram, tendo voltado a controlar quase todo o território a Sul do Rio Tejo. O castelo de Alvor só foi definitivamente reconquistado pelas forças cristãs em 1240, durante o reinado de D. Afonso III (1238–1253). Em 1300 o rei D. Dinis ordenou que o castelo fosse reconstruído.

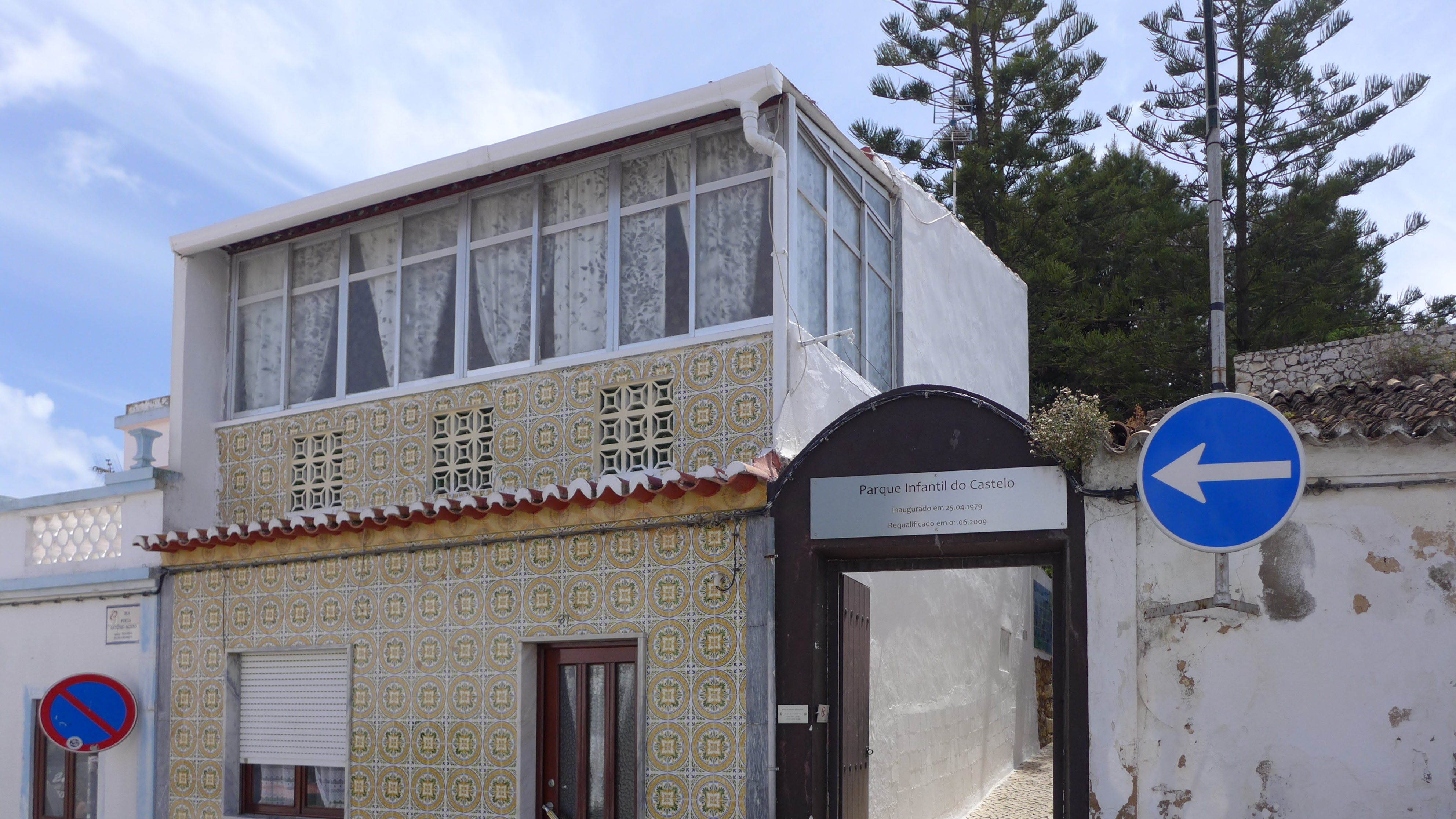
Entrada do parque infantil no interior do castelo, em 2016.

### Séculos XVI a XVIII
Em 1573 o rei D. Sebastião ordenou a construção do conjunto de muralhas em redor da povoação, obra que no entanto não terá chegado a ser concluída. Em 1606, o escritor Henrique Fernandes Serrão descreveu a povoação de Alvor, tendo feito uma referência ao castelo, então guarnecido com «grossa artilharia». A estrutura foi quase completamente destruída pelo Sismo de 1755.

### Século XX
O castelo foi classificado como Imóvel de Interesse Público pelo Decreto n.º 29, de 25 de Junho de 1984.
Em 25 de Abril de 1979, o espaço da antiga alcáçova foi convertido num espaço infantil, de forma a permitir o seu usufruto por parte da comunidade, e ao mesmo tempo recordar a sua importância como símbolo da reconquista cristã.